# Gegur Sepakat
Gegur Sepakat is een bestuurslaag in het regentschap Bener Meriah van de provincie Atjeh, Indonesië. Gegur Sepakat telt 369 inwoners (volkstelling 2010).